# Pfalzi Rupert cseh királyi herceg

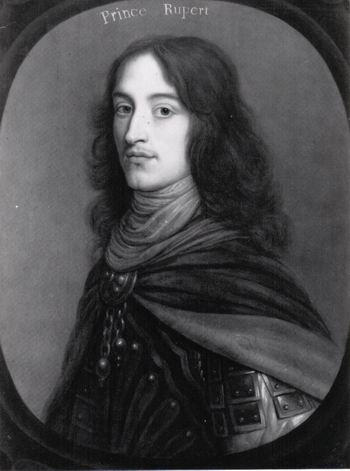
Ifjúkori arcképe

Pfalzi Rupert (németül: Prinz Ruprecht von der Pfalz, angolul: Prince Rupert of the Rhine, Duke of Cumberland; Prága, 1619. december 27. (Julián naptár szerint december 17.) – London, 1682. november 29.) cseh királyi herceg, pfalzi herceg, katona és hadvezér, 1644–1682 között Cumberland hercege. Nevét német királyi őse, Pfalzi Rupert után kapta.

## Élete, katonai pályája
Rupert pfalzi herceg V. Frigyes pfalzi választófejedelem a „téli király” (Winterkönig) és Stuart Erzsébet skót és angol királyi hercegnő negyedik gyermeke volt. Ősei között volt I. Mária skót királynő és francia királyné is. Prágában született, ahol az 1618-as defenesztráció után apját 1619-ben a Habsburg Birodalomtól elszakadni kívánó cseh rendek királlyá választották, kirobbantva ezzel a harmincéves háborút. V. Frigyes királysága azonban rövidnek bizonyult: alig egy év múlva a fehérhegyi csatavesztés után el kellett menekülniük a Habsburgok seregei elől. Rupert Hollandiában nevelkedett.

### A harmincéves háborúban

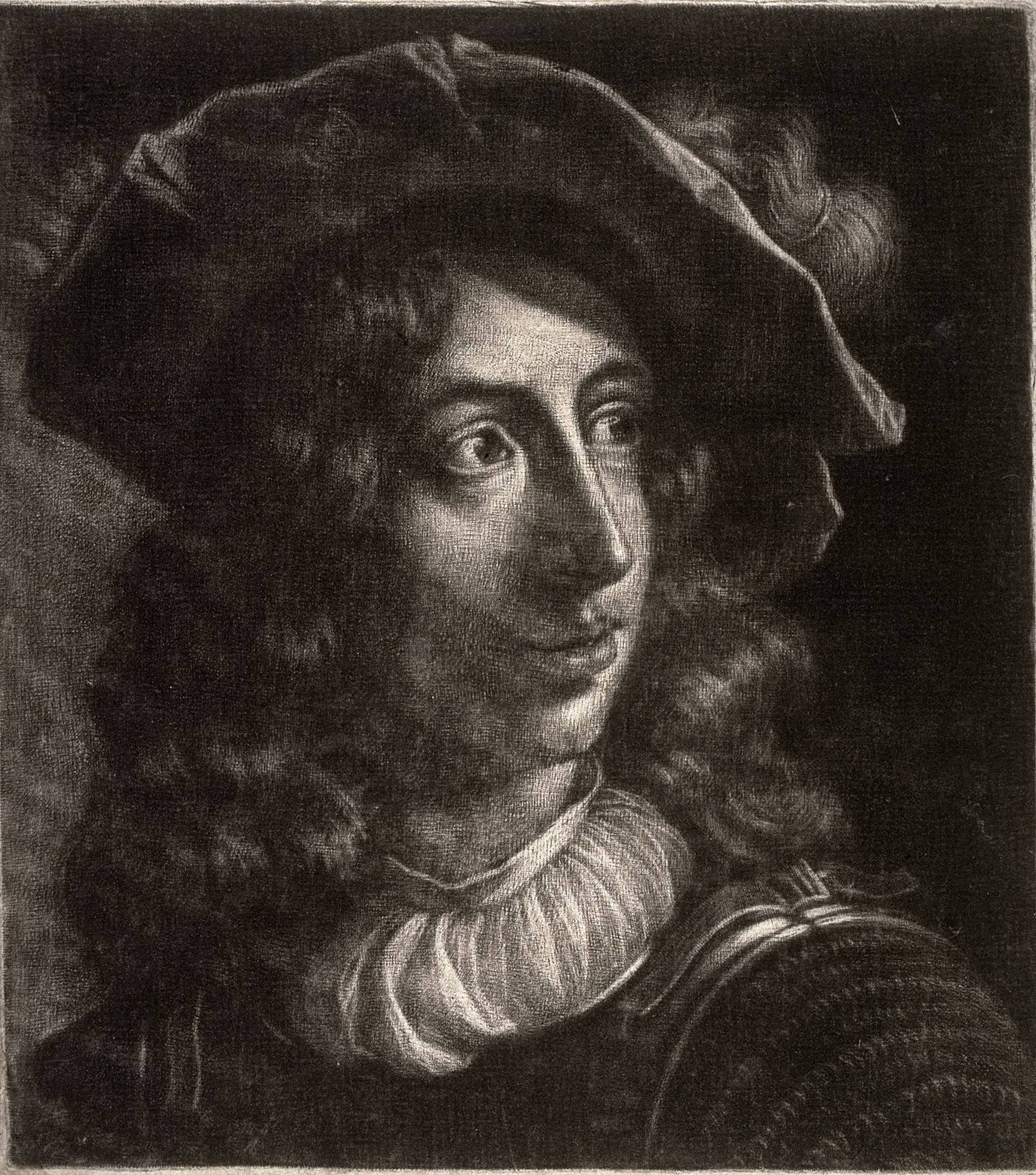
Valószínűleg önarcképéről készült nyomat

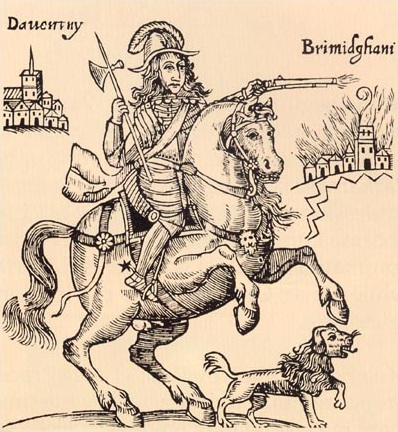
A „Rupert herceg ördögi praktikái” című pamflet (1643) illusztrációja

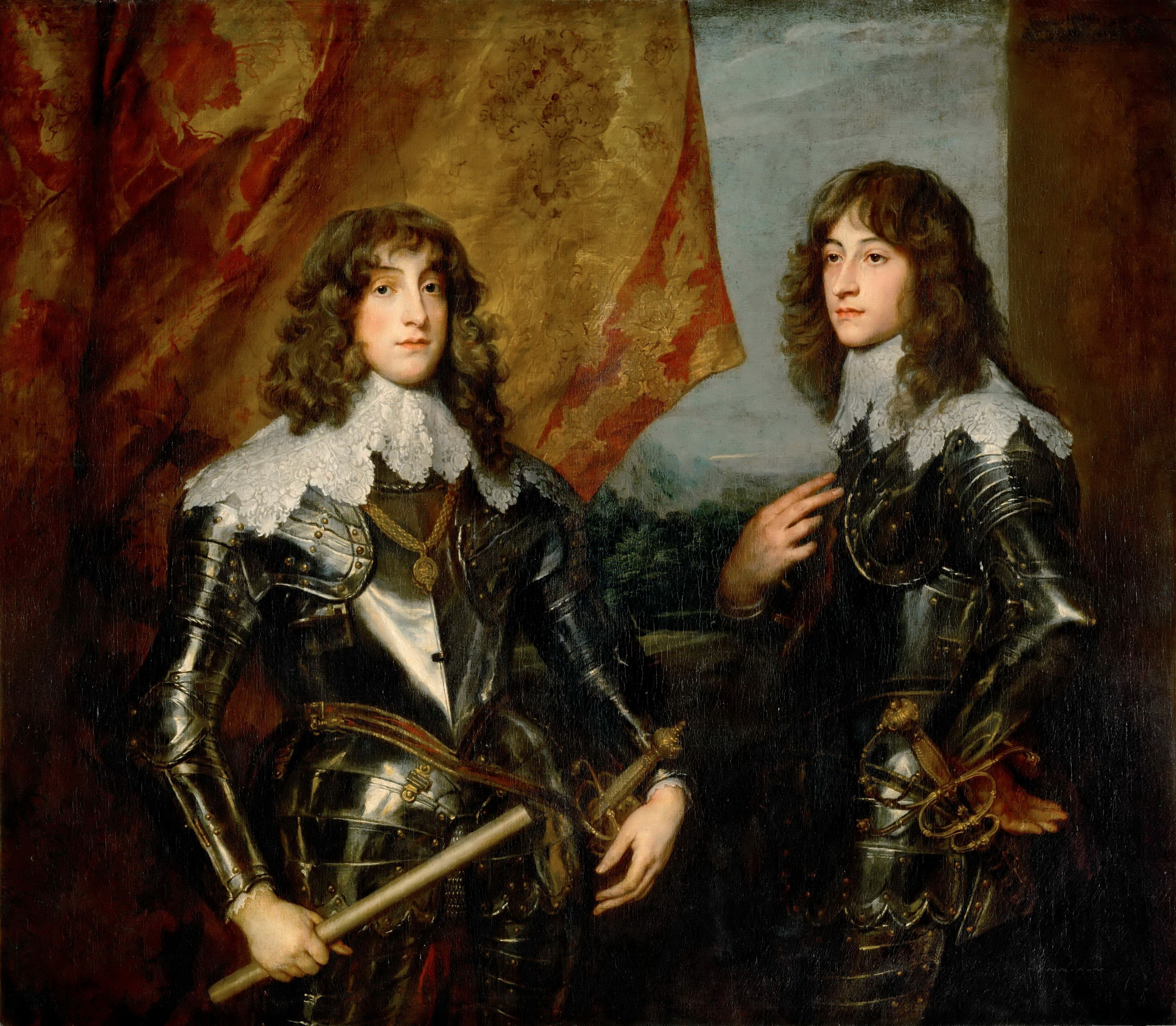
Anthony van Dyck: Károly Lajos és Rupert (Párizs, Louvre)

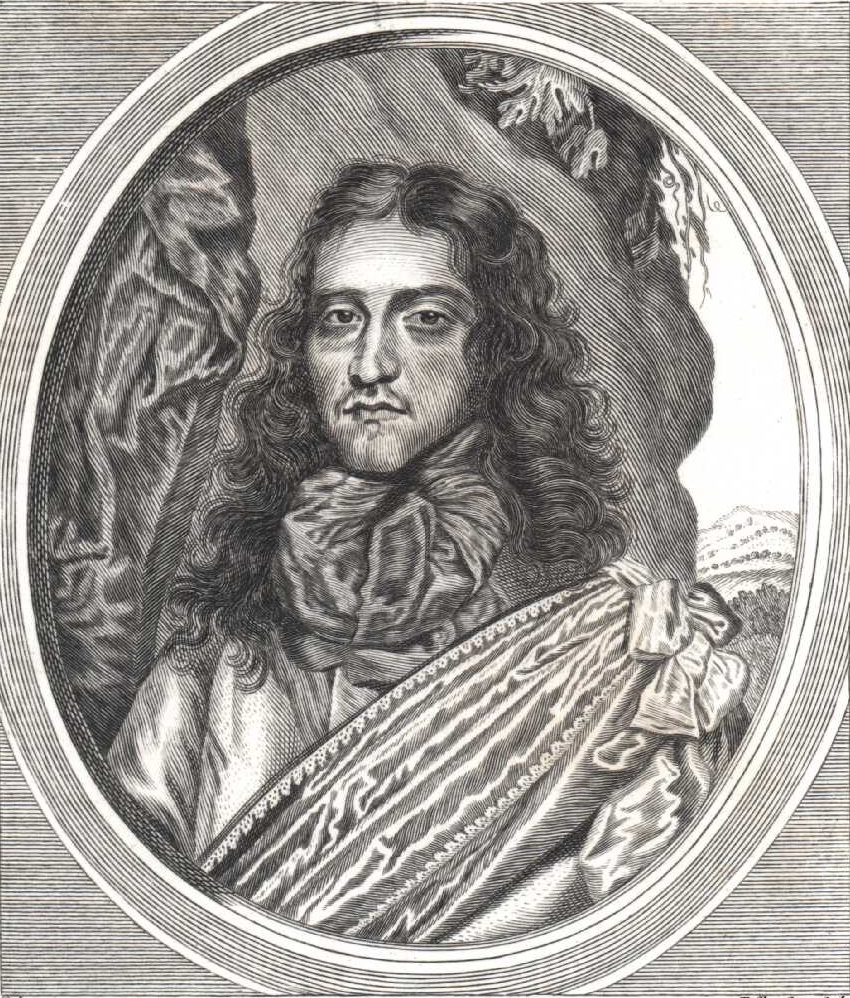
Felnőttkori arcképe

Ifjú korától katonának készült, és már 14 évesen részt vett a rheinbergi csatában. Testvéreivel együtt Orániai Frigyes Henrik herceg vezérlete alatt harcolt, majd a skót seregben szolgált. 1638 októberében a vlothói csatában elfogták az osztrákok, és mivel nem volt hajlandó áttérni a katolikus hitre, Linzben raboskodott. Unaloműzésképpen művészeti és katonai szakkönyveket tanulmányozott – és elcsábította a linzi kormányzó lányát. Az angol király közbenjárására bocsátották szabadon 1641-ben, de meg kellett esküdnie, hogy soha többé nem fog fegyvert a Német-római Birodalom ellen.

### Az angol polgárháborúban
Ekkortájt tört ki az angol polgári forradalom, és Rupert öccsével, Móriccal együtt Angliába ment nagybátyjához, I. Károlyhoz, aki a királypártiak lovasságának parancsnokává tette. Karizmatikus egyénisége és merész, kockázatvállaló manőverei miatt katonái rajongtak érte — arroganciája és az a kiváltsága, hogy csak a királynak tartozott engedelmességgel, sok irigyet és ellenséget szerzett neki. A királypárti sereg főleg neki köszönhette kezdeti győzelmeit, bár az edgehilli csatát egy meggondolatlan lovasrohama miatt majdnem elvesztették.
Az edgehilli csata után a lovasság gyors támadásával el akarta foglalni Londont, és ezt bizonnyal meg is tehette volna. Károly azonban lassabban, az egész sereggel akart oda felvonulni, és mire odaértek, a város védelmét már megerősítették. Ezzel a királypártiak elveszítették legnagyobb esélyüket a háború megnyerésére, de a küzdelem még nem dőlt el. Rupert további győzelmeket aratott:
- 1643-ban elfoglalta Bristolt,
- 1644-ben felmentette az ostromlott Newarkot.

1644 novemberében a király tábornokká nevezte ki.
Rupert hírneve egyre nőtt; vakmerősége miatt kapta az „Őrült lovas” nevet. 1645 májusában még elfoglalta Leicestert, de egy hónap múlva Nasebynál súlyos vereséget szenvedett, és ekkor belátta, hogy a háborút a királypártiak elvesztették. Sürgette I. Károlyt, hogy egyezzen ki a parlamenttel. A király azonban még mindig azt hitte, hogy megnyerheti a háborút, és elfordult Ruperttől. A bizalomvesztésben szerepet játszott a király több udvaronca is, akik féltékenyek voltak Rupert tekintélyére és befolyására. Egyebek közt azzal is vádolták, hogy magának akarja megszerezni az angol koronát. Miután Rupert 1645 szeptemberében kénytelen volt feladni Bristolt, a király elbocsátotta a szolgálatból. A herceg ekkor hadbírósági tárgyalást követelt maga ellen, és a hadbíróság fel is mentette őt a vádak alól. Mindezek dacára a polgárháború további részében már nem kapott beosztást, és 1646-ban a király őt és öccsét is száműzte Angliából.

### Franciaországban
A száműzött Rupert a francia seregben részt vett a spanyolok elleni, 1647-es hadjáratban. Itt súlyos fejsebet kapott, és kénytelen volt visszatérni Párizsba, ahol rövid ideig a walesi herceg udvarában élt, és sorra párbajra hívta ki régi ellenségeit, I. Károly hajdani tanácsadóit, mert szerinte ők okozták a királypártiak vereségét.

### Magánháború a tengeren
Miután nem sikerült kiszabadítania a királyt, William Batten tengernagy a flotta 11 hajójával átvitorlázott Hollandiába, és a Franciaországba menekült trónörökös, a későbbi II. Károly szolgálatába állt — ő persze rögtön lovaggá ütötte Battent. Mivel az állandó pénzhiánnyal küszködő trónörökösnek nem volt pénze, az angol flotta többi részéhez hasonlóan lepusztult hajók ellátására, Rupert herceg vette a kezébe a dolgokat. A kötelék legnagyobb hajóját eladta a hollandoknak, az így szerzett pénzből kitatarozta és felszerelte a többi hajót, és ezekkel megindította magánhadjáratát a köztársaság szállítmányai ellen. Emellett válogatás nélkül megtámadott minden, útjába kerülő hajót, többnyire azzal az indokkal, hogy elmulasztották a szerinte kötelező tiszteletadást. A rakományt elkobozta, és árából a királypárti felkelőket, valamint Károly herceg párizsi udvartartását támogatta.
1649 januárjában Kinsale-be, a királypártiak fő bázisára települt nyolc, hiányos legénységű hajójával, hogy elvágja a köztársaságiak utánpótlását; a köztársaságiak Robert Blake hajóraját rendelték ellene. Rupert ugyan elfogta Blake egy hajóját, de a „tengeri tábornok” május 22-én blokád alá vette Kinsale kikötőjét, lehetővé téve ezzel, hogy Cromwell augusztus 15-én partra tehesse csapatait Dublinban. Amikor októberben egy vihar elűzte Blake hajóit a tengerről, Rupert kihasználta az alkalmat, és Lisszabonba menekítette, és ott 13 hajóra bővítette kicsiny flottáját.
Az angol flotta március elején ért a Lisszabon elé, ám János király nem engedte meg, hogy a britek behajózzanak a portugál felségvizekre. Az angolok nem merték megtámadni a Tagus (Tajo) torkolatánál, a parti erődök ágyúinak védelmében horgonyzó királypártiakat, ezért Blake „hitszegő árulók és kalózok fészkének” minősítette Lisszabont, majd blokád alá vette a kikötőt. Erősítésként befutott hozzá Edward Popham újabb nyolc hajóval. Az angol flotta ellátását kiválóan megszervezték; a blokád nyolc hónapja alatt az élelmezés kifogástalan volt, és komolyabb járvány sem tört ki: ez akkoriban kivételes ritkaságnak számított.
Blake felszólította IV. Jánost, hogy hagyjon fel Rupert herceg támogatásával, de a király erre nem volt hajlandó. A blokád viszont roppant érzékenyen érintette a portugálokat, akik a szokásos nyári konvojt kívánták Brazília felé indítani. A több hónapos huzavonában se Blake, se János király nem engedett. A papíron még semleges portugálok végül útnak indították Brazíliába a konvojt, de azt Blake a nyílt tengeren megtámadta, és kilenc hajót elfogott: legénységüket partra tette, a hajókat pedig felszerelte és saját flottájába sorolta. Hetekkel később az éves adót Brazíliából Lisszabonba hazaszállító portugál ezüstflottát is szétverte: négy hajót elsüllyesztett, tizenkettőt elfogott; a 23 hajóból csak hét tudott bemenekülni a lisszaboni öbölbe. Ez után a katasztrófa után János király személyesen látogatta meg Rupertet, és utasította, hogy a portugál hajóhaddal együtt azonnal támadja meg a Blake flottáját, szerezze vissza az elfogott hajókat. A széljárás azonban ezt csak két hét múlva tette lehetővé, és közben az angolok már kijavították sérült hajóikat. A sűrű ködben Rupert észrevétlenül az angol flotta közelébe ért. Megpróbálta, meglepni Blake zászlóshajóját, de az őrszemek időben riadóztatták a flottát. A rövid összecsapásban Blake tüzérei ellőtték Rupert hajójának előárbócát, mire a herceg gyorsan visszavonult. A kudarcért a portugál parancsnokot tették felelőssé, mivel a király parancsa ellenére nem követte Rupertet.
Rupert nem sokkal később, immár a portugál flottával együtt ismét kihajózott, hogy áttörje a blokádot, de ezúttal ő kerülte a harcot, mert nem bízott a portugál hajókban.
Ezután a király megvonta támogatását Ruperttől, és béketárgyalásokat kezdeményezett az angolokkal, akik egyes egységei a portugál kereskedőhajókra vadásztak, mások spanyol kikötőkbe vonultak vissza, hogy megtisztítsák a hajók fenekét a fúrókagylóktól. Ezzel egy időre őrizetlenül hagyták a lisszaboni öböl bejáratát, és Rupert kimenekítette megmaradt hat hajóját a Földközi-tengerre, spanyol vizekre. Cartagena és Malaga kikötőjét választotta támaszpontjául, és továbbra is megtámadott minden, útjába kerülő hajót, így a spanyolokat is. A spanyol király azonban, francia és portugál kollégájához hasonlóan annyira gyűlölte a királygyilkos köztársaságot, hogy az ellene harcoló Rupertnek megadta a támogatást, és az általa elfogott spanyol hajókat az egyszerűség kedvéért e támogatás részének tekintette.
Blake admirális a Földközi-tengerre is követte Rupertet, akinek egy hajóját november 3-án, Malaga közelében elsüllyesztette, a többieket pedig Cartagena kikötőjében remélte elcsípni, Rupert időben kivezette hajórajának maradványait Toulonba. Blake erővel benyomult Cartagena kikötőjébe, ahol visszaszerezte azokat a kereskedőhajókat, amiket Rupert odáig elfogott, az ott talált spanyol hajókat pedig felgyújtotta. Ezután követte Rupert herceget Toulonba, ami előtt most a francia flottával kellett összecsapnia, és annak is elsüllyesztette egy hajóját — Rupert azonban elhagyta a Földközi-tengert, és egy ideig Nyugat-Afrika és az Azori-szigetek környékén kalózkodott; jelentős részben az ő akciói késztették a londoni admiralitást a konvojok rendszerének bevezetésére.
1652-ben Rupert Barbadosra hajózott, mert úgy tudta, ott még a királypártiak vannak hatalmon, de mire odaért, a sziget behódolt a köztársaságiaknak. Még ez év szeptemberében egy viharban elsüllyedt Rupert két hajója, és ezek egyikén testvére, Móric is odaveszett. Öccsének elvesztése összeroppantotta Rupertet, aki abbahagyta a kalózháborút, betegen és kiábrándulva visszatért Európába.

### II. Károly szolgálatában
Párizsban a walesi herceg, a későbbi II. Károly udvarában jelentkezett, és ott melegen fogadták egészen amíg ki nem derült, hogy a tőle várt vagyon nem létezik. Az intrikus légkört megelégelve hamarosan elhagyta Párizst, hogy idősebb bátyjához, Károly Lajoshoz (1617–1680), a későbbi rajnai palotagrófhoz és választófejedelemhez költözött, ám vele hamarosan az örökségükön veszett össze. A következő hét évre teljesen visszavonult valami máig ismeretlen helyre. Angliába csak a restauráció után tért vissza, hogy újra II. Károly szolgálatába álljon. A királynak trónra lépése alkalmából egyebek közt több bolognai cseppet ajándékozott. A cseppek szokatlan tulajdonságai érdeklődést keltettek, ezért azokat angol nyelvterületen máig is gyakran Rupert herceg cseppjeiként emlegetik.
A király magas tisztségeket adományozott neki, egyebek között:
- Cumberland hercege
- Holderness grófja
- Királyi Államtanács tagja lett.

II. Károly 1663-ban tengernaggyá és Windsor kormányzójává nevezte ki. 1665-66-ban (George Monckkal megosztva) és 1673-ban ő volt az angol flotta főparancsnoka a második, illetve a harmadik angol–holland háborúban.

## A magánéletben
Korának egyik legszínesebb egyénisége volt. Rendkívüli intelligenciája már korán kitűnt. Gyermekkorában megtanulta a fontosabb európai nyelveket, tehetségesen festett, illetve rajzolt, és tudományokban (főleg a matematikában) is kiváló tanulónak bizonyult. A tudomány felnőtt korában is élénken érdekelte. Idősebb korában főleg tudományos kutatásokkal töltötte idejét, bár katonai múltjától ekkor sem szakadt el teljesen. Többek közt egy újfajta lőport és egy új fémötvözetet hozott létre.
Önfejűsége és lobbanékony természete miatt a családban „Ördög Róbertnek” becézték.
Soha nem nősült meg, de együtt élt a kor legnevesebb angol színésznőjével, Margaret Hugheszal, Ruperta lányának anyjával. Egy korábbi viszonyából született egy Dudley nevű fia is, aki önkéntesként szolgált Buda 1686-os ostrománál, és itt is halt hősi halált a július 13-i sikertelen rohamban.
Rupert volt a kanadai szőrmével kereskedő Hudson-öböl Társaság első kormányzója. Kanadában máig több terület, illetve helység viseli nevét.

## Emlékezete
Nevét őrzi a Rupert-féle kocka.